# جمعية الأورام النسائية
جمعية الأورام النسائية هي منظمة غير ربحية ممولة من معهد السرطان القومي، تهدف الجمعية إلى مساندة الأبحاث الخاصة بالوقاية وعلاج جميع السرطانات المتعلقة بالنساء مثل سرطان المبيض، سرطان عنق الرحم، سرطان بطانة الرحم، سرطان الفرج وسرطان المهبل.
تأسست الجمعية عام 1970 من قبل جراحي أمراض النساء من 11 مؤسسة. تأسُس الجمعية كان اعترافاً بالحاجة إلى أبحاث تتداول الأورام الخبيثة الخاصة بالنساء. قبل تأسس الجمعية كانت أغلب الدراسات الطبية تشمل عينات صغيرة وتقوم بها مؤسسات فردية. وكانت تلك الدراسات تفتقد القدرة الإحصائية التي تستطيع إقناع الأطباء حول العالم باتخاذ طرق علاجية جديدة ومبتكرة. أصبحت الجمعية الآن تتضمن أكثر من 50 مركزاً بحثياً وأكثر من 160 معهد تابع لها. الجمعية تتضمن عدة تخصصات منها: أطباء أورام أمراض النساء وأطباء أشعة وأطباء تحاليل واحصائيون وممرضين بالإضافة إلى علماء أساسيين.
يتم علاج أكثر من 3000 مريض بشكل سنوي طبقاً لبيانات الجمعية. بحلول 2004 كانت الجمعية قد أجرت أكثر من 300 تجربة سريرية ونشرت أكثر من 550 بحثاً.